# 直江景明

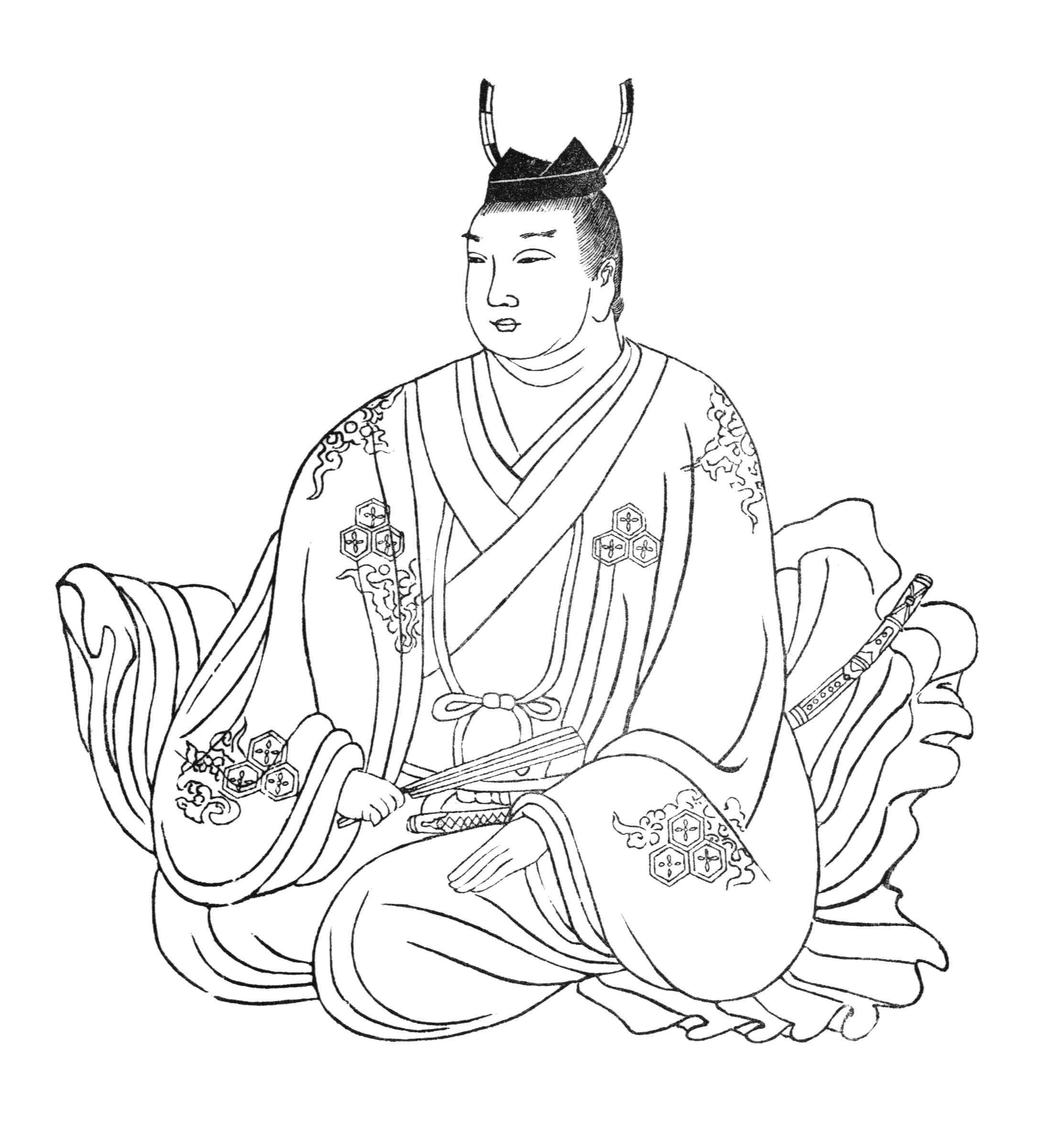
高野山竜光院瑜祇塔壁画中的直江景明像

直江景明（1594年—1615年9月4日），安土桃山时代、江户时代初期的武将，直江兼续之子。上杉家家臣，幼名竹松丸。在2009年的NHK大河剧《天地人》中，直江景明被描述为因病而于青年去世。